# 項鱗腹瓢鰕虎魚
項鱗腹瓢鰕虎魚（学名：Pleurosicya annandalei），为輻鰭魚綱鱸形目鰕虎亞目鰕虎科腹瓢鰕虎魚屬下的一个种，為熱帶海水魚，分布於印度西太平洋區，從南非至新幾內亞海域，棲息深度14-70公尺，體長可達3公分，棲息在沿岸珊瑚礁坡與柳珊瑚共生，生活習性不明。